# Sacro Bosco

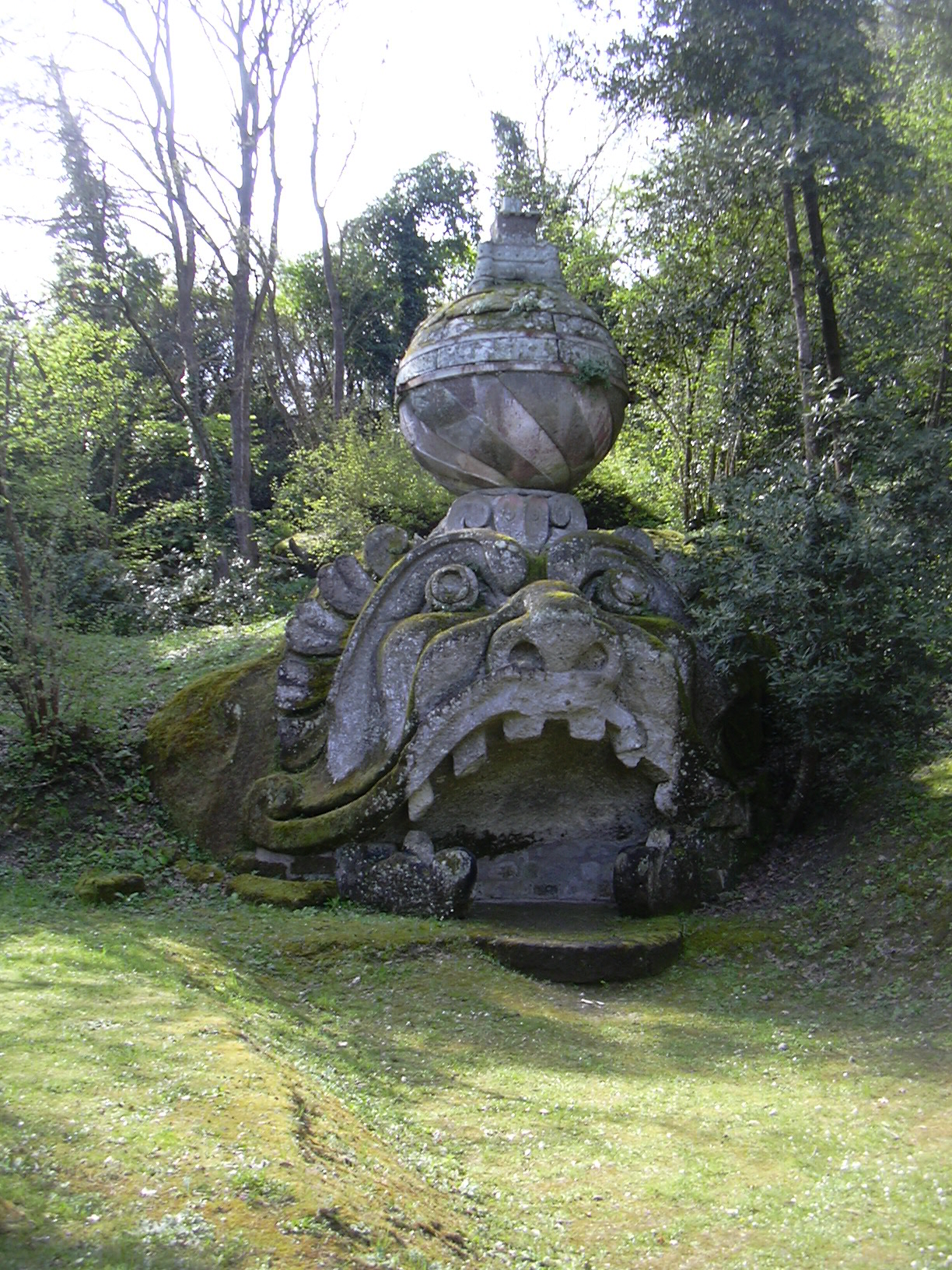
Skulptur som troligen föreställer Proteus i Sacro Bosco

Sacro Bosco är en parkanläggning i regionen Lazio i Italien. Sacro Bosco (Heliga Skogen), även känd som Vidundrens Park (Parco dei Mostri), tillkom under en 30-årsperiod (1552–1585) och är den mest kända och extravaganta av de manieristiska trädgårdarna i Italien. Den är fyndig och religiöst vanvördig och bryter mot renässansträdgårdens alla regler, för den har ingen uppenbar symmetri, eller ordning eller fast punkt. Upp till sju meter höga monumentalskulpturer reser sig längs stigarna tillsammans med byggnadsverk som efterliknar antikens former. Något som kallas Orcus mun eller Helveteskäften finns här, och ett skevt hus som ser ut att tippa över, fantasidjur och mytologiska figurer, många huggna direkt ur stenbumlingar på plats. Trädgården eller skogslunden ligger i en skogbevuxen dal på promenadavstånd nedanför bergsstaden Bomarzo i den mellanitalienska provinsen Viterbo, på urgammal etruskisk mark, i norra delen av Lazio. Ingen liknande anläggning är känd i Italien. 

## Bakgrundshistoria
| ”                                                 | Voi che pel mondo gite errando, vaghi di veder meraviglie alte e stupende, venite qua dove son facce orrende elefanti, leoni, orsi, orchi e draghi” | „ |
| – Inskription på en etruskisk bänk i Sacro Bosco. | |   |

I över 30 år av sitt liv (1552–1585) lät greve Vicino Orsini, Bomarzos siste feodalherre, anlägga den gåtfulla slottsträdgård som han kallade sacro bosco. Anläggningens arkitekter förmodas vara antikkännaren Pirro Ligorio i samarbete med Giacomo Barozzi da Vignola, men några belägg för detta finns inte. För skulpturernas utförande ses numera Simone Moschino som ensam ansvarig av expertis. Vicino Orsini tillägnade parken sin framlidna hustru 1564, Giulia Farnese, inte att förväxla med påve Alexander VI:s älskarinna Giulia Farnese, som var hennes mors fostermor och moster. 
Vicino Orsini dog 1585, och efter hans död föll trädgården eller skogslunden i glömska i århundraden. Först i mitten av 1900-talet återupptäcktes de förvittrade och fullständigt övervuxna skulpturerna i det förvildade skogspartiet. Salvador Dalí var den förste framstående besökaren 1938, och några av parkens motiv bearbetade han tydligt i sin målning Helige Antonii frestelse (1946). 1954 förvärvade Giancarlo Bettini († 30 juli 1997) och hans fru Tina Severi Bettini († 28 juli 1987) hela arealen och bemödade sig under andra hälften av 1900-talet om en omfattande restaurering. Historiker och konsthistoriker har uppmärksammat platsen och en rad bokutgivningar är gjorda i ämnet. Under 2000-talet har Den Heliga Skogen övergått i kommunal ägo och blivit ett avsides liggande men ändå populärt resmål som fått namnet Parco dei Mostri (Vidundrens park).

## Skulpturskogen

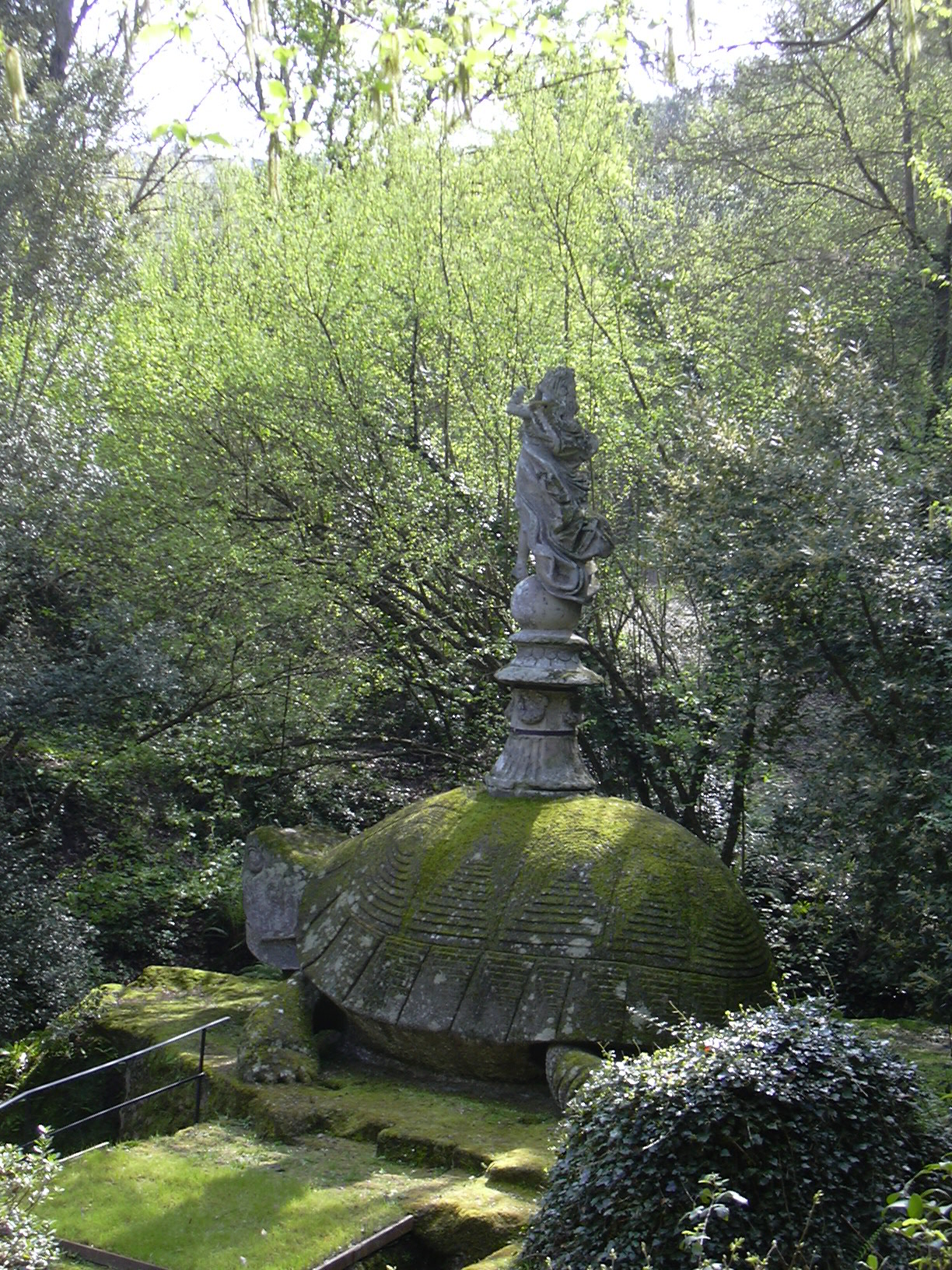
Gåtfull kvinnogestalt på en sköldpadda.

Till vänster om ett par inledande sfinxer med inskriptioner, något avskild från övriga bildstoder, ser man en monumental, jättefiskliknande figur. Den öppnar sitt gap och visar tänderna med ett runt klot på hjässan och på klotet en borg eller fästning. Detta tros vara en sinnebild för greven själv, en Proteus som vaktar sin hjord.
På sin väg genom en fruktträdgård i motsatt riktning vandrar besökaren längs en bäck med ett vattenfall i den "heliga skogen". De sammanlagt 35 skulpturerna och byggnadsverken befinner sig på en knappt 2 km² stor yta. De är alla utförda i bergarten peperino, en sorts tuff och lokalt rikligt förekommande vulkanisk bergart med inslag av basalt och kalksten. Efter några monumentalskulpturer (kämpande jättar, en liten kvinnogestalt på en stor sköldpadda och en Pegasos), ett nymfeum med fontäner och bassänger, öppnar sig en liten amfiteater i grekisk stil med mossklädda avsatser. 
Därefter reser sig ett kraftigt lutande hus, casa pendente. Går man in i huset och försöker röra sig över det branta golvet får man en känsla av något kaotiskt och fysiskt övermäktigt, som en jordbävning eller kraftig sjögång. Man blir vimmelkantig och mister lätt balansen. Detta lutande hus tillägnades ursprungligen Kyrkostatens lokale representant kardinal Cristoforo Madruzzo (1512-1578), tillika furstbiskop av Trento och Brixen, vilken sägs ha varit god vän till Vicino Orsini och hans hustru. (I början av 1560-talet lät kardinalen uppföra ett renässansslott åt sig i den närliggande förläningen Soriano nel Cimino.) Dedikationen till honom finns inskriven i det lutande huset och lyder på latin: Animus quiescendo fit prudentior ergo - Cristoforo Madruzzo principi Tridentino dedicato. (Ungefär: Sinnesro gör mig vis - med tanke på Cristoforo Madruzzo furste av Trento.)
Efter detta sträcker en terrass ut sig omgiven av grekiska vaser. Längs terrassens ena kortsida syns Poseidon / Neptunus (eller möjligen Hades/Pluto) på en klippa i mitten över en bassäng. Han har varken treudd eller häst men flankeras till vänster av en stor fiskmun som öppnas över vattenytan. En vilande kvinna med en vaken hund intill sig sträcker ut sig lite vid sidan om. Till höger ser man en bevingad drake i kamp med lejon. Längs terrassens ena långsida nedgör en av Hannibals invaderande stridselefanter en av romarrikets soldater. Utanför terrassen, vid andra sidans kortända, för sig själv, i riktning in mot terrassen, men inte mitt emot den manlige havsguden sitter Demeter / Ceres.

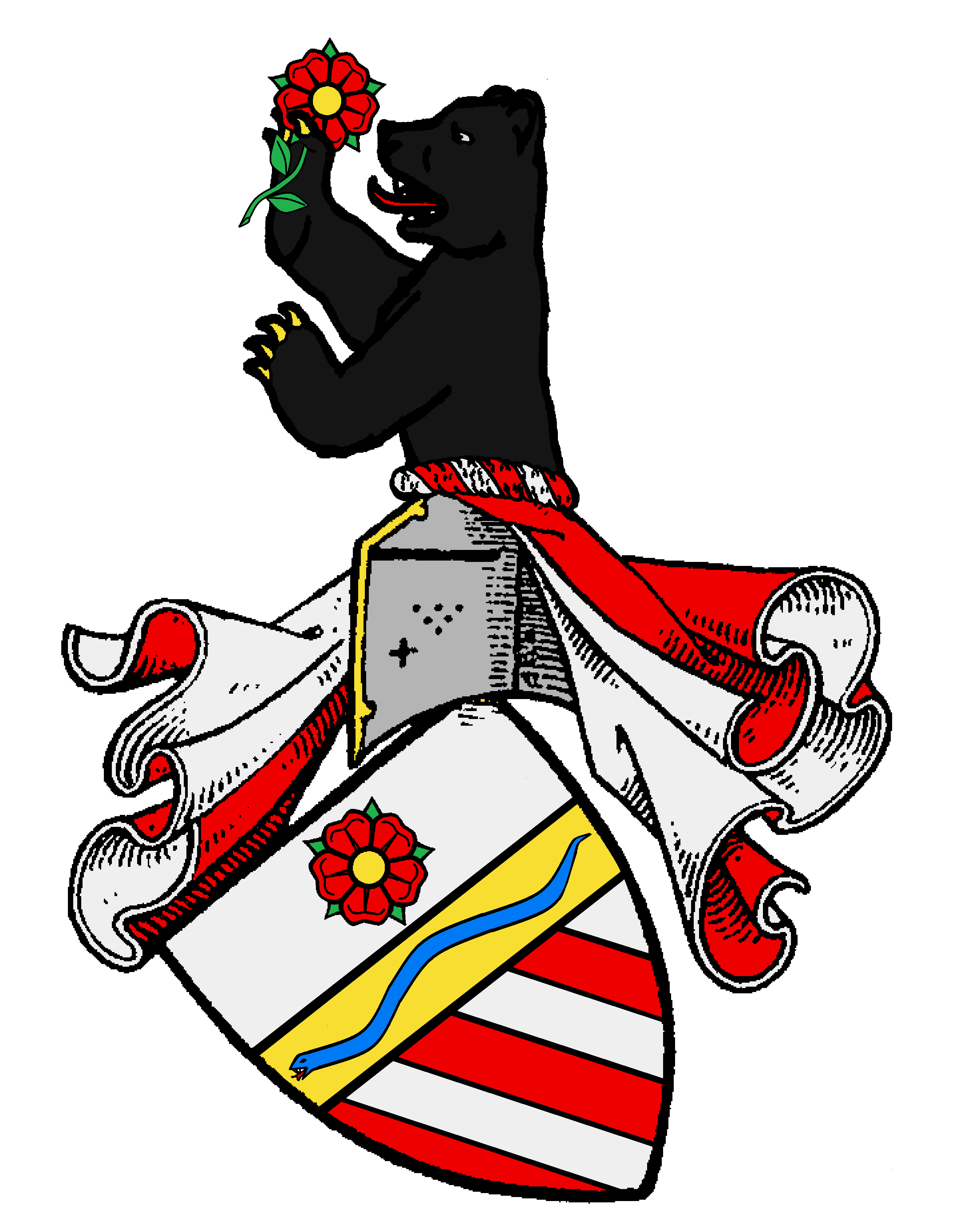
Släkten Orsinis vapensköld.

Något högre upp i skogen öppnar Orcus sitt stora svalg - en mörk kammare eller gästabudssal med ett stenbord i mitten och långbänkar runt om. Där kan man också snedda över ett öppet parti med en stor grekisk vas i mitten och sätta eller lägga sig på den så kallade "etruskiska bänken". Efter detta parti når man fram till en dramatisk skulpturgrupp med två stridsberedda lejon i mitten omgivna av två versioner av Skylla. Strax intill breder ytterligare en terrass ut sig. Denna terrass är inte kantad av vaser men av lika stora såväl pinjekottar som ekollon i sten. Här tronar Persefone / Proserpina i kortändan längst bort. Som en drottning vid en bankett i en stor slottssal tycks hon bjuda alla gäster välkomna. Bakom sig har hon den trehövdade Kerberos. På kortsidan mittemot sitter två björnar på ömse sidor om en tänkt ingång till terrassen. Den ena björnen håller upp den italienska adelsfamiljen Orsinis ursprungliga vapensköld, den andra björnen håller fram kronblomman på en ros. Vad gäller björn så hade den gren av släkten Orsini som greven tillhörde även en egen vapensköld. I mitten av den syns just en sittande björn som mot en grön bakgrund håller upp en röd ros.
På en kulle ovanför terrassen ligger en liten rotunda med stenbord. Där kan man titta ner på Persefones terrass. Åt andra hållet syns den lilla bergsstaden Bomarzo. I ett fridfullt, antikiserande tempel med pelargång strax intill och en oktogon huvudbyggnad är makarna Bettini kolumbariskt begravda i väggen, de som lät rusta upp anläggningen under andra halvan av 1900-talet. Om byggnaden även är ett mausoleum åt Giulia Farnese, vilket en muntlig tradition gör gällande ända sedan grevens dagar, har emellertid inte kunnat påvisas. Byggnaden saknar nämligen port till ett innandöme och kan därför upplevas vara lika mycket skulptur som byggnadsverk.  

## Fotogalleri

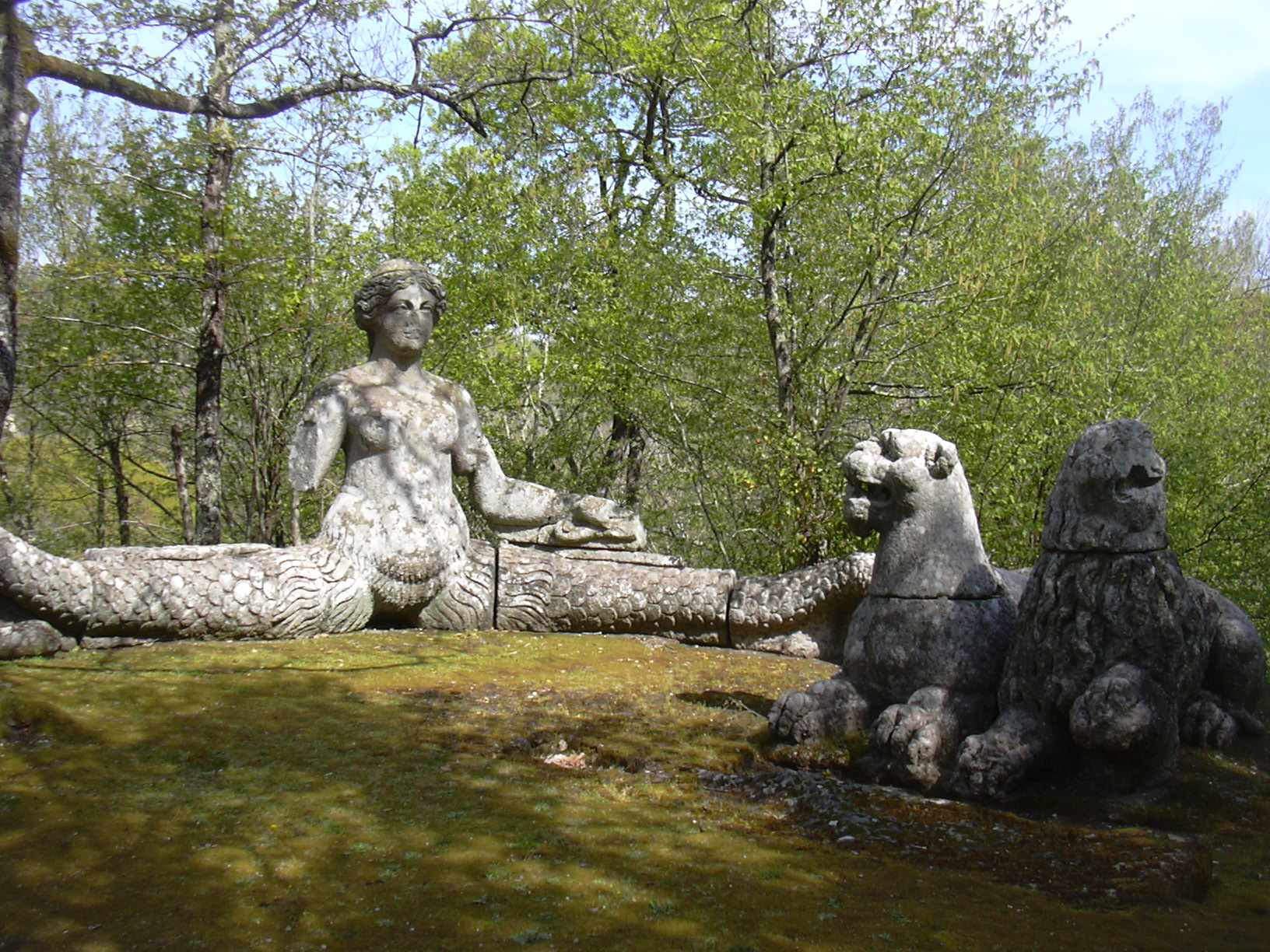
Skylla.
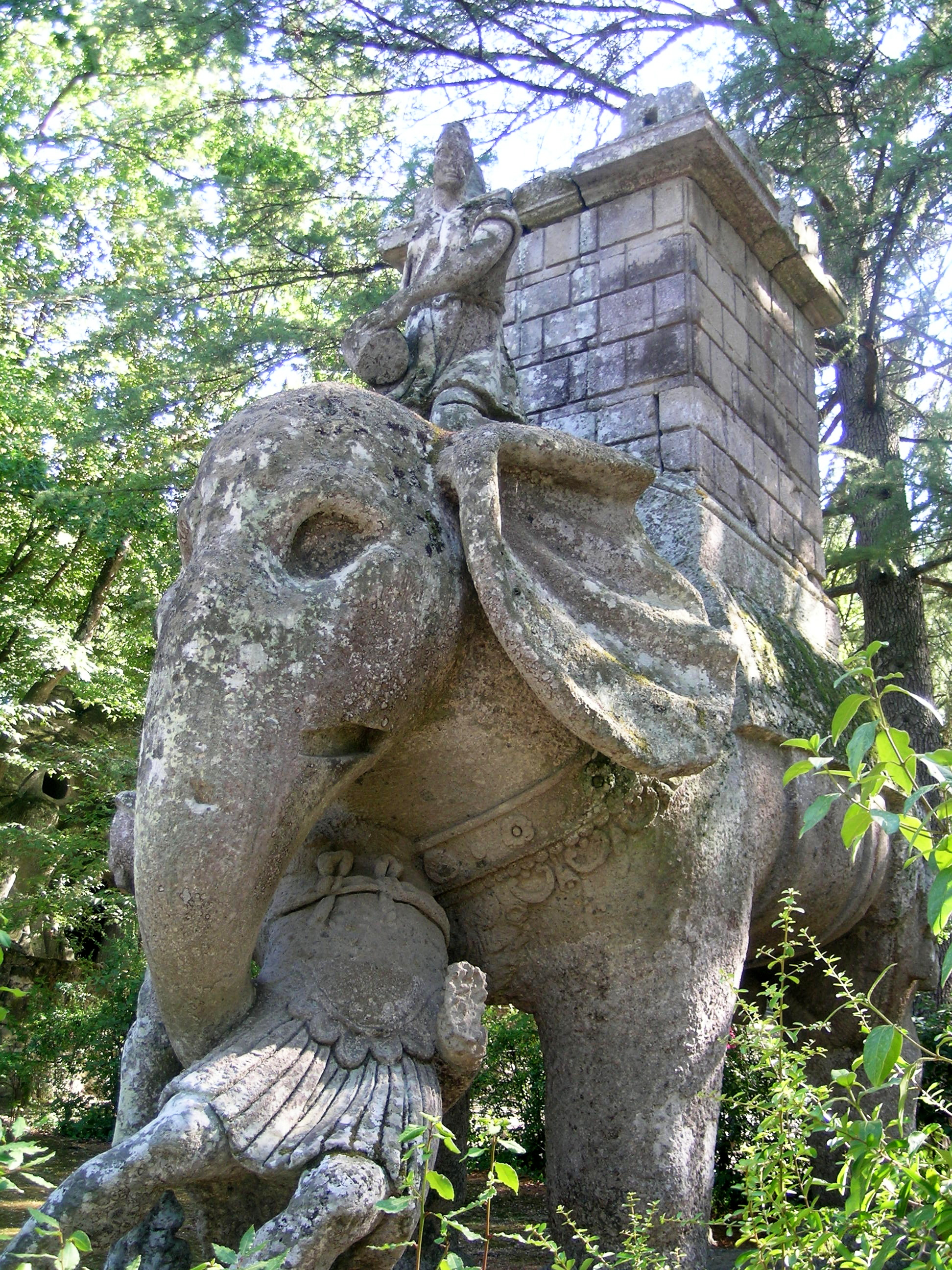
Hannibals elefant.
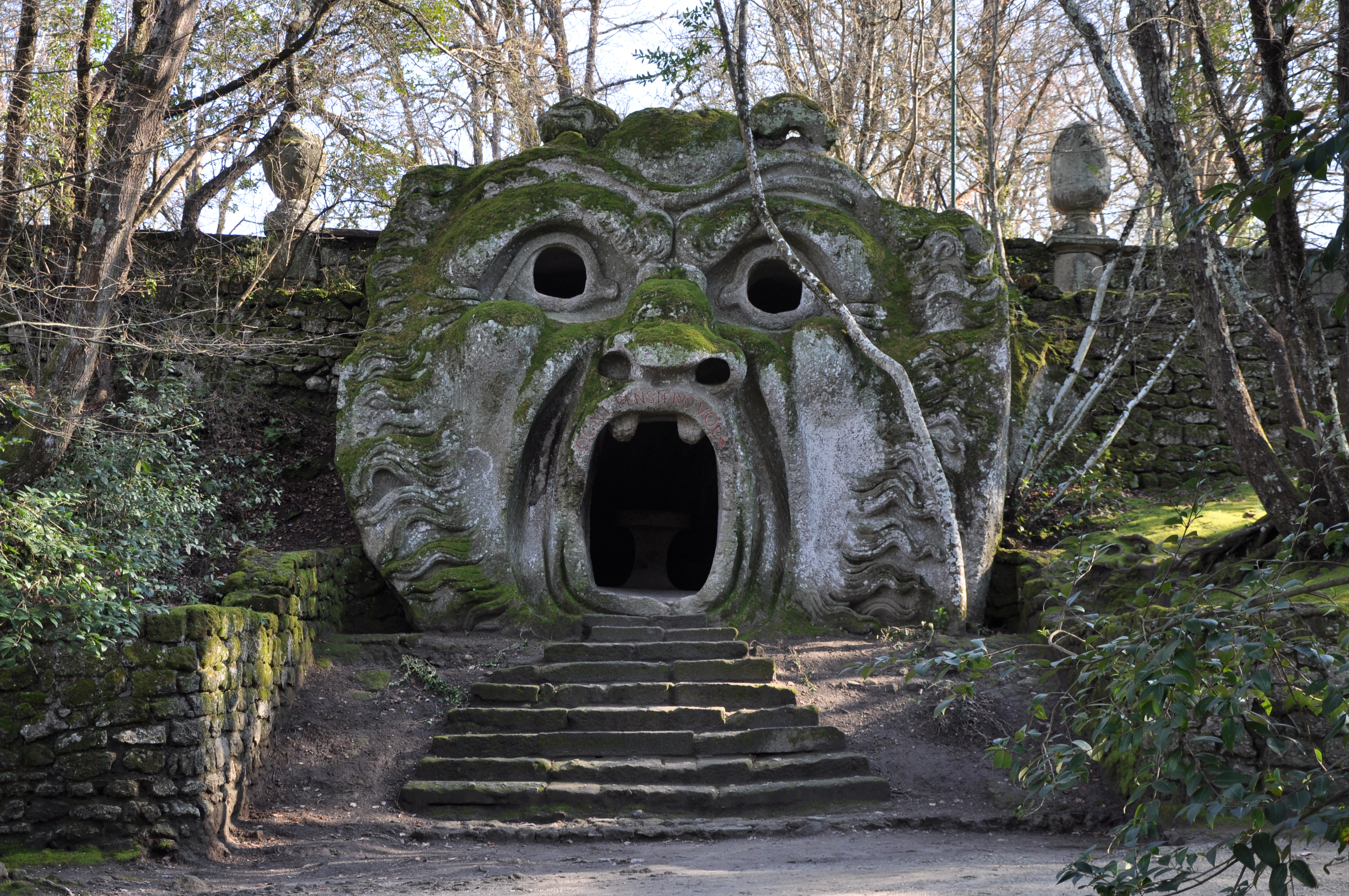
Orcus port.
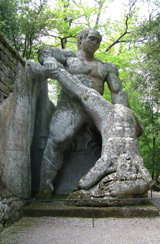
Herakles tionde stordåd; kampen mot Cacus.
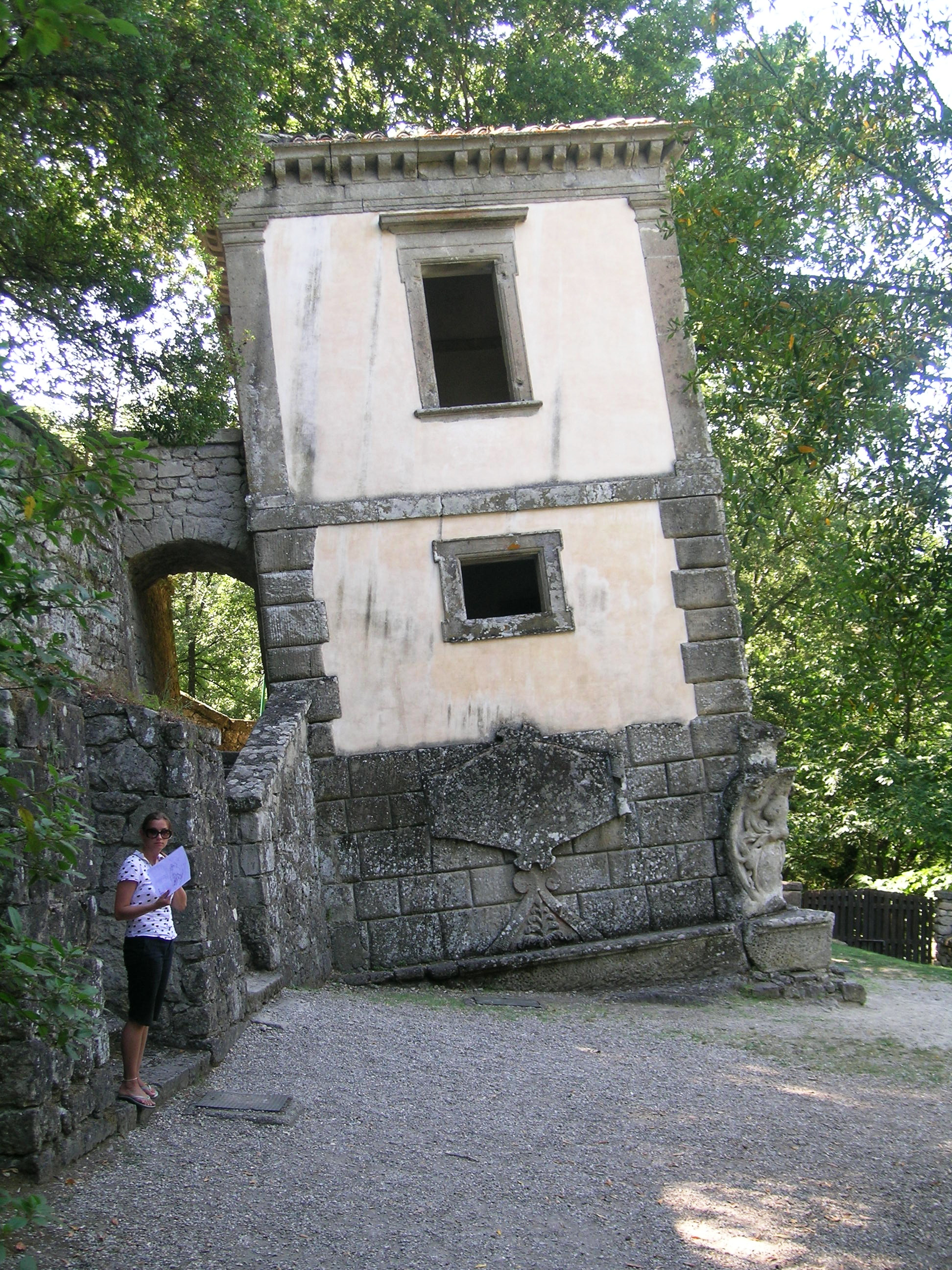
Lutande hus.
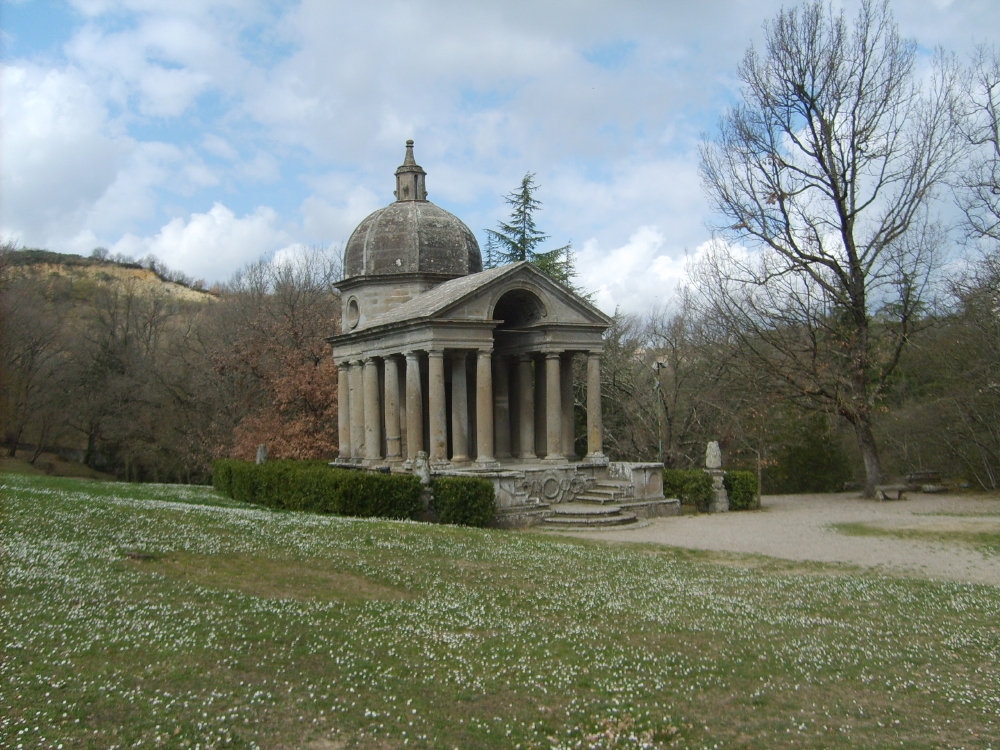
Den heliga skogens tempel.

## Inskriptioner
I en inskription över den etruskiska bänken verkar Vicino Orsini förklara sin avsikt för den som är på resande fot i världen (Voi che pel mondo gite errando vaghi di veder meraviglie alte et stupende etc.). På terrassen med rader av pinjekottar och ekollon berättar en annan inskription att det rör sig om en Sacro Bosco, en helig skog. Hela denna skulpturskog är för övrigt full av liknande inskriptioner, men de är sällan särskilt upplysande. Många enskilda tolkningar har prövats och upprepade gånger har man försökt urskilja en övergripande idé eller något moraliserande program utan att riktigt lyckas. I varje fall förmodas gestalter ur grekisk mytologi sammankopplas med  historiska och litterära renässansmotiv.
På stumpen efter en bruten pelare står det: Sol per sfogare il core (Bara för att ge luft åt det innersta). Uttolkare har hittat en liknande rad hos Vittoria Colonna, men det är en rad som tydligt anspelar på Francesco Petrarcas dikt 293, i vilken det står: pur di sfogare il doloroso core (bara för att ge luft åt den innersta smärtan). 
Motiv ur den episka renässansdikten Den rasande Roland skriven av Ludovico Ariosto har många velat igenkänna i slottsträdgårdens monumentalfigurer, alltifrån giganternas tvekamp till Orcus. En inskription hänvisar direkt till Anglante som huvudpersonen alternativt kallas av Ariosto. Skogen som spelplats för underliga ting har för övrigt en nyckelroll i Den rasande Roland. En trollskog med bäckar och källvatten (Selva di Oronte) finns även i den episka dikten Amadigi (1560), Bernardo Tassos bearbetning av Amadisromanerna. En annan inskription hänvisar till denna på en grekisk vas: Dag och Natt är väktare av denna källa, för att avvärja varje oförrätt.
Alla dessa referenser ter sig rimliga när det gäller Vicino Orsini, vars historiska och litterära bildning är belagd. Andra konstgrepp i trädgården rör sig däremot bort från det allmänna, in i en personligt färgad metaforik som inte låter sig inordnas lika enkelt. Att det till exempel i svalget på Orcus står ett bord som inbjuder till en festmåltid tycks lika drömlikt udda som ordspråket på vidundrets överläpp: Ogni pensiero vola (Alla tankar flyger).
Arrangemangens många olösta gåtor leder fortfarande tankarna till tesen, att någon övergripande plan inte funnits; snarare har Orsini medvetet velat inge betraktaren kaos och förvirring.  Tesen är inte orimlig, eftersom Orsini öppnar för just detta i ytterligare en inskription: Tu ch'entri qua con mente parte a parte et dimmi poi se tante meraviglie sien fatte per inganno o pur per arte (Du, tankfulle, som träder in här sakta men säkert, tala om för mig, om alla dessa underverk blott är bländverk eller konstverk). Då det italienska ordet för "konst" också kan betyda "förtrollning" (i såväl estetisk som magisk mening), är denna uppmaning spetsfundig och dubbeltydig.

## Sacro Bosco som inspirationskälla
- Samma år som Michelangelo Antonioni gjorde långfilmsdebut skildrade han Sacro Bosco i en dokumentär kallad La villa dei mostri (1950).[8]

- Fotografen Brassaï presenterade fotoserien The mammoth figures of Bomarzo i Harper's Bazaar, januari 1953.

- Den franske författaren André Pieyre de Mandiargues, nära knuten till surrealismen efter andra världskriget, skildrade parken i sin essä Les monstres de Bomarzo (1957), senare medtagen i boken Le Belvédère (1958).

- Efter en studieresa 1960 införlivade den nederländske målaren Carel Willink vissa motiv från trädgården med den "imaginära realism" som han ville företräda, i till exempel målningen De eeuwige schreeuw (1964).

- Den argentinske författaren Manuel Mujica Lainez skrev romanen Bomarzo (1962), vilken baserades på slottsherren Vicino Orsinis liv.

- Den argentinske tonsättaren Alberto Ginastera komponerade en kantat för recitatör, baryton och kammarorkester, Cantata Bomarzo (1964), och en opera kallad Bomarzo, med libretto av Mujica Lainez. Den uruppfördes i Washington D.C. 1967 sedan den förbjudits att uppföras i Buenos Aires av den dåvarande argentinska regeringen på grund av osedlighet.

- En blandning av historisk roman och litterär essä är De tuinen van Bomarzo (1968) av den nederländska författaren Hella S. Haasse. Den utgavs på franska som Les jardins de Bomarzo år 2000.

- Dikten Verlangen nach Bomarzo ["Längtan till Bomarzo"] av Günter Kunert blev titeldikt till en samling med "resedikter" (Reisegedichte) som den mångsidige författaren gav ut 1978, året innan han emigrerade från DDR till Västtyskland.

- För Niki de Saint Phalle var Sacro Bosco en tidig inspirationskälla till hennes egen skulpturträdgård Giardino dei Tarocchi.

- Anna von Hausswolff spelade i januari musikåret 2020 in albumet All Thoughts Fly på Örgryte nya kyrkas stora barockorgel. Det är sju instrumentala spår som tematiserar olika delar av Sacro Bosco.[9][10]

## Fotnoter
1. ↑  En prosaöversättning kunde låta så här: "Du som irrar runt i världen / för att se på alla underverk, / kom hit, här finns hemska ansikten / elefanter, lejon, björnar, orcier och drakar"
2. ↑  Vid en internationell konferens som kallades "Il Sacro Bosco di Bomarzo", hållen i Palazzo Orsini under några dagar i september 2007, föreslog professor Bruno Adorni vid Università degli studi di Parma att Simone Moschino skulle betraktas som ensam upphovsman till skulpturerna, fast i nära samråd med sin uppdragsgivare Vicino Orsini.  Arkiverad 27 februari 2014 hämtat från the Wayback Machine.
3. ↑  Salvador Dalí nel "giardino dei mostri" (film). (youtube.com)
4. ↑  Ur: Hansmartin Decker-Hauff: Gärten und Schicksale. Historische Stätten und Gestalten in Italien (Wiesbaden: Fourier, 1998), s. 143.
5. ↑  Se den svenska artikeln om huset Orsini.
6. ↑  Se den italienska artikeln om it:Vicino Orsini.
7. ↑  Dikt 293 finns med i Francesco Petrarca: Kärleksdikter i svensk tolkning av Ingvar Björkeson (Natur och Kultur, 1989).
8. ↑  Michelangelo Antonionis dokumentär La villa dei mostri (1950). (youtube.com)
9. ↑  Recension av All Thoughts Fly (allmusic.com)
10. ↑  Video till kompositionen Dolore di Orsini, tillsammans med några ord. (louderthanwar.com)